# Aerocomp Comp Air 3

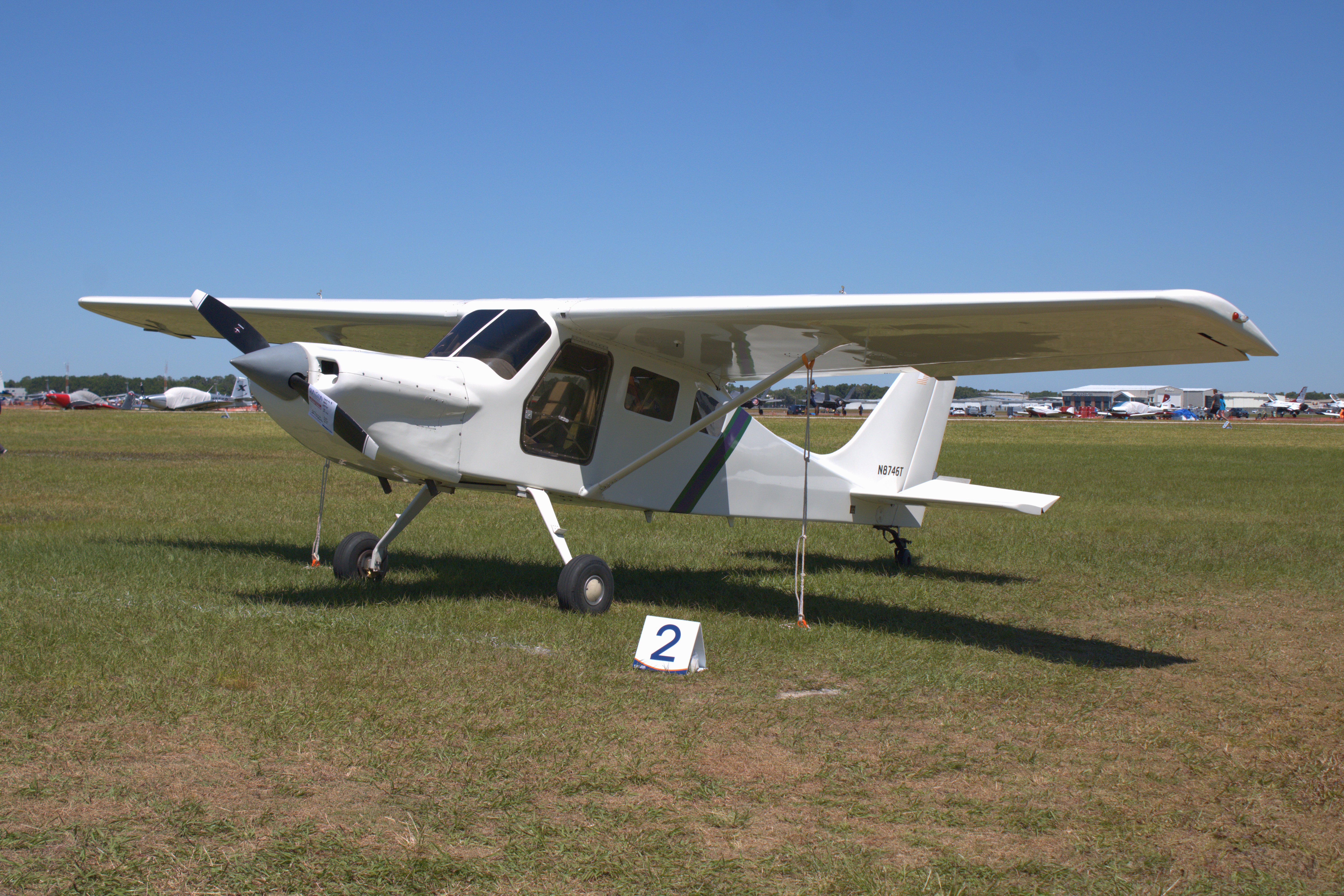
Un aerocomp Comp Air 3 au sol

L'Aerocomp Comp Air 3 est un triplace utilitaire léger américain dérivé du Comp Air 6.
Réalisé pour les besoins de l’ingénieur principal d’Aerocomp, qui est aussi salarié à plein temps à Cap Canaveral, c’est un classique monoplan à aile haute contreventée et train classique fixe faisant largement appel aux matériaux composites dans sa construction. Il s'agit en fait d'un Comp Air 6 à fuselage étroit, donc triplace en tandem, pour une meilleure aérodynamique et des performances supérieures sans augmenter la puissance du moteur. Réalisé sur les temps de loisir de son concepteur, le prototype a effectué son premier vol le 25 février 2002.
En 2001 Aerocomp a annoncé son intention de commercialiser cet appareil en kit auprès des constructeurs amateurs au prix de 27 995 U$ (sans moteur).